# Flight 666
Flight 666 is een livealbum en dvd van Iron Maiden, opgenomen tijdens het eerste deel van hun Somewhere back in time tour.

## Track Listing

### Disc 1
| Nr. | Titel                       | Schrijver(s)                  | Concert                              | Duur  |
| --- | --------------------------- | ----------------------------- | ------------------------------------ | ----- |
| 1.  | Churchill's Speech          | Winston Churchill             | Mumbai, India 1 februari 2008        | 0:43  |
| 2.  | Aces High                   | Steve Harris                  | Mumbai, India 1 februari 2008        | 4:49  |
| 3.  | 2 Minutes to Midnight       | Adrian Smith, Bruce Dickinson | Melbourne, Australië 7 februari 2008 | 5:57  |
| 4.  | Revelations                 | Dickinson                     | Sydney, Australië 9 februari 2008    | 6:28  |
| 5.  | The Trooper                 | Harris                        | Tokyo, Japan 16 februari 2008        | 4:01  |
| 6.  | Wasted Years                | Smith                         | Monterrey, Mexico 22 februari 2008   | 5:07  |
| 7.  | The Number of the Beast     | Harris                        | Los Angeles, VS 19 februari 2008     | 5:07  |
| 8.  | Can I Play with Madness     | Harris, Smith, Dickinson      | Mexico-Stad, Mexico 24 februari 2008 | 3:36  |
| 9.  | Rime of the Ancient Mariner | Harris                        | New Jersey, VS 14 maart 2008         | 13:41 |

### Disc 2
| Nr. | Titel                | Schrijver(s)     | Concert                               | Duur |
| --- | -------------------- | ---------------- | ------------------------------------- | ---- |
| 1.  | Powerslave           | Dickinson        | San José, Costa Rica 16 februari 2008 | 7:28 |
| 2.  | Heaven Can Wait      | Harris           | São Paulo, Brazilië 2 maart 2008      | 7:36 |
| 3.  | Run to the Hills     | Harris           | Bogotá, Colombia 28 februari 2008     | 3:59 |
| 4.  | Fear of the Dark     | Harris           | Buenos Aires, Argentinië 7 maart 2008 | 7:32 |
| 5.  | Iron Maiden          | Harris           | Santiago, Chili 9 maart 2008          | 5:26 |
| 6.  | Moonchild            | Dickinson, Smith | San Juan, Puerto Rico 12 maart 2008   | 7:29 |
| 7.  | The Clairvoyant      | Harris           | Curitiba, Brazilië 4 maart 2008       | 4:38 |
| 8.  | Hallowed Be Thy Name | Harris           | Toronto, Canada 16 maart 2008         | 7:52 |